# Schaatsen op de Olympische Winterspelen 2002
Schaatsen is een van de sporten die beoefend werden tijdens de Olympische Winterspelen 2002 in Salt Lake City, Verenigde Staten. Het schaatsevenement werd in de Utah Olympic Oval in Kearns gehouden.

## Mannen

### 500 m
| Rang   | Sporter(s)         | Land | Run 1    | Run 2 | Totaal | Verschil |
| ------ | ------------------ | ---- | -------- | ----- | ------ | -------- |
| Goud   | Casey FitzRandolph | USA  | 34,42 OR | 34,81 | 69,23  | OR       |
| Zilver | Hiroyasu Shimizu   | JPN  | 34,61    | 34,65 | 69,26  | + 0,03   |
| Brons  | Kip Carpenter      | USA  | 34,68    | 34,79 | 69,47  | + 0,24   |
| 4      | Gerard van Velde   | NED  | 34,72    | 34,77 | 69,49  | + 0,26   |
| 5      | Lee Kyou-hyuk      | KOR  | 34,74    | 34,85 | 69,59  | + 0,36   |
| 6      | Joey Cheek         | USA  | 34,78    | 34,82 | 69,60  | + 0,37   |
| 7      | Mike Ireland       | CAN  | 34,77    | 34,83 | 69,60  | + 0,37   |
| 8      | Toyoki Takeda      | JPN  | 35,00    | 34,81 | 69,81  | + 0,58   |
|        |                    |      |          |       |        |          |
| 9      | Jan Bos            | NED  | 35,14    | 34,72 | 69,86  | + 0,63   |
| 10     | Erben Wennemars    | NED  | 35,00    | 34,89 | 69,89  | + 0,66   |
| 27     | Ids Postma         | NED  | 36,41    | 36,08 | 72,49  | + 3,26   |
|        | Jeremy Wotherspoon | CAN  | DNF      | 34,63 |        |          |

### 1000 m
| Rang   | Sporter(s)         | Land | Tijd    | Verschil |
| ------ | ------------------ | ---- | ------- | -------- |
| Goud   | Gerard van Velde   | NED  | 1:07,18 | WR       |
| Zilver | Jan Bos            | NED  | 1:07,53 | + 0,35   |
| Brons  | Joey Cheek         | USA  | 1:07,61 | + 0,43   |
| 4      | Kip Carpenter      | USA  | 1:07,89 | + 0,71   |
| 5      | Erben Wennemars    | NED  | 1:07,95 | + 0,77   |
| 6      | Nick Pearson       | USA  | 1:07,97 | + 0,79   |
| 7      | Casey FitzRandolph | USA  | 1:08,15 | + 0,97   |
| 8      | Lee Kyou-hyuk      | KOR  | 1:08,37 | + 1,19   |
|        |                    |      |         |          |
| 17     | Ids Postma         | NED  | 1:09,15 | + 1,97   |

### 1500 m
| Rang   | Sporter(s)        | Land | Tijd    | Verschil |
| ------ | ----------------- | ---- | ------- | -------- |
| Goud   | Derek Parra       | USA  | 1:43,95 | WR       |
| Zilver | Jochem Uytdehaage | NED  | 1:44,57 | + 0,62   |
| Brons  | Ådne Søndrål      | NOR  | 1:45,26 | + 1,31   |
| 4      | Joey Cheek        | USA  | 1:45,34 | + 1,39   |
| 5      | Ids Postma        | NED  | 1:45,41 | + 1,46   |
| 6      | Nick Pearson      | USA  | 1:45,51 | + 1,56   |
| 7      | Jan Bos           | NED  | 1:45,63 | + 1,68   |
| 8      | Lee Kyou-hyuk     | KOR  | 1:45,82 | + 1,87   |
|        |                   |      |         |          |
| 9      | Rintje Ritsma     | NED  | 1:45,86 | + 1,91   |

### 5000 m
| Rang   | Sporter(s)        | Land | Tijd    | Verschil |
| ------ | ----------------- | ---- | ------- | -------- |
| Goud   | Jochem Uytdehaage | NED  | 6:14,66 | WR       |
| Zilver | Derek Parra       | USA  | 6:17,98 | + 3,32   |
| Brons  | Jens Boden        | GER  | 6:21,73 | + 7,07   |
| 4      | Dmitri Sjepel     | RUS  | 6:21,85 | + 7,19   |
| 5      | KC Boutiette      | USA  | 6:22,97 | + 8,31   |
| 6      | Carl Verheijen    | NED  | 6:24,71 | + 10,05  |
| 7      | Roberto Sighel    | ITA  | 6:25,11 | + 10,45  |
| 8      | Bart Veldkamp     | BEL  | 6:25,88 | + 11,22  |
|        |                   |      |         |          |
| 30     | Bob de Jong       | NED  | 6:43,97 | + 29,31  |

### 10.000 m
| Rang   | Sporter(s)        | Land | Tijd     | Verschil |
| ------ | ----------------- | ---- | -------- | -------- |
| Goud   | Jochem Uytdehaage | NED  | 12:58,92 | WR       |
| Zilver | Gianni Romme      | NED  | 13:10,03 | + 11,11  |
| Brons  | Lasse Sætre       | NOR  | 13:16,92 | + 18,00  |
| 4      | Keiji Shirahata   | JPN  | 13:20,40 | + 21,48  |
| 5      | Jens Boden        | GER  | 13:23,43 | + 24,51  |
| 6      | Dmitri Sjepel     | RUS  | 13:23,83 | + 24,91  |
| 7      | Roberto Sighel    | ITA  | 13:26,19 | + 27,27  |
| 8      | Kjell Storelid    | NOR  | 13:27,24 | + 28,32  |
|        |                   |      |          |          |
| 9      | Bart Veldkamp     | BEL  | 13:27,48 | + 28,56  |
| 15     | Bob de Jong       | NED  | 13:48,93 | + 50,01  |

## Vrouwen

### 500 m
| Rang   | Sporter(s)                | Land | Run 1    | Run 2 | Totaal | Verschil |
| ------ | ------------------------- | ---- | -------- | ----- | ------ | -------- |
| Goud   | Catriona LeMay-Doan       | CAN  | 37,30 OR | 37,45 | 74,75  | OR       |
| Zilver | Monique Garbrecht-Enfeldt | GER  | 37,34    | 37,60 | 74,94  | + 0,19   |
| Brons  | Sabine Völker             | GER  | 37,62    | 37,60 | 75,19  | + 0,44   |
| 4      | Andrea Nuyt               | NED  | 37,54    | 37,83 | 75,37  | + 0,62   |
| 5      | Anzjelika Kotjoega        | BLR  | 37,73    | 37,66 | 75,39  | + 0,64   |
| 6      | Tomomi Okazaki            | JPN  | 37,77    | 37,87 | 75,64  | + 0,89   |
| 7      | Svetlana Zjoerova         | RUS  | 37,55    | 38,09 | 75,64  | + 0,89   |
| 8      | Marianne Timmer           | NED  | 38,30    | 37,87 | 76,17  | + 1,42   |
|        |                           |      |          |       |        |          |
| 17     | Marieke Wijsman           | NED  | 38,31    | 38,79 | 77,10  | + 2,35   |

### 1000 m
| Rang   | Sporter(s)                | Land | Tijd    | Verschil |
| ------ | ------------------------- | ---- | ------- | -------- |
| Goud   | Chris Witty               | USA  | 1:13,83 | WR       |
| Zilver | Sabine Völker             | GER  | 1:13,96 | + 0,13   |
| Brons  | Jennifer Rodriguez        | USA  | 1:14,24 | + 0,41   |
| 4      | Marianne Timmer           | NED  | 1:14,45 | + 0,62   |
| 5      | Anni Friesinger           | GER  | 1:14,47 | + 0,64   |
| 6      | Monique Garbrecht-Enfeldt | GER  | 1:14,60 | + 0,77   |
| 7      | Aki Tonoike               | JPN  | 1:14,64 | + 0,81   |
| 8      | Andrea Nuyt               | NED  | 1:14,65 | + 0,82   |
|        |                           |      |         |          |
| 15     | Annamarie Thomas          | NED  | 1:15,20 | + 1,37   |
| 18     | Marieke Wijsman           | NED  | 1:16,48 | + 2,65   |

### 1500 m
| Rang   | Sporter(s)         | Land | Tijd    | Verschil |
| ------ | ------------------ | ---- | ------- | -------- |
| Goud   | Anni Friesinger    | GER  | 1:54,02 | WR       |
| Zilver | Sabine Völker      | GER  | 1:54,97 | + 0,95   |
| Brons  | Jennifer Rodriguez | USA  | 1:55,32 | + 1,30   |
| 4      | Cindy Klassen      | CAN  | 1:55,59 | + 1,57   |
| 5      | Chris Witty        | USA  | 1:55,71 | + 1,69   |
| 6      | Claudia Pechstein  | GER  | 1:55,93 | + 1,91   |
| 7      | Tonny de Jong      | NED  | 1:56,02 | + 2,00   |
| 8      | Amy Sannes         | USA  | 1:56,29 | + 2,27   |
|        |                    |      |         |          |
| 11     | Annamarie Thomas   | NED  | 1:56,45 | + 2,43   |
| 21     | Marianne Timmer    | NED  | 1:59,60 | + 5,58   |
|        | Renate Groenewold  | NED  | DNF     |          |

### 3000 m
| Rang   | Sporter(s)         | Land | Tijd    | Verschil |
| ------ | ------------------ | ---- | ------- | -------- |
| Goud   | Claudia Pechstein  | GER  | 3:57,70 | WR       |
| Zilver | Renate Groenewold  | NED  | 3:58,94 | + 1,24   |
| Brons  | Cindy Klassen      | CAN  | 3:58,97 | + 1,27   |
| 4      | Anni Friesinger    | GER  | 3:59,39 | + 1,69   |
| 5      | Tonny de Jong      | NED  | 4:00,49 | + 2,79   |
| 6      | Maki Tabata        | JPN  | 4:03,63 | + 5,93   |
| 7      | Jennifer Rodriguez | USA  | 4:04,99 | + 7,29   |
| 8      | Kristina Groves    | CAN  | 4:06,44 | + 8,74   |
|        |                    |      |         |          |
| 11     | Gretha Smit        | NED  | 4:07,41 | + 9,71   |

### 5000 m
| Rang   | Naam              | Tijd       |
| ------ | ----------------- | ---------- |
| Goud   | Claudia Pechstein | 6:46,91 WR |
| Zilver | Gretha Smit       | 6:49,22    |
| Brons  | Clara Hughes      | 6:53,53    |

## Medaillespiegel
| Plaats | Land             | NOC    | Goud | Zilver | Brons | Totaal |
| ------ | ---------------- | ------ | ---- | ------ | ----- | ------ |
| 1      | Nederland        | NED    | 3    | 5      | 0     | 8      |
| 2      | Duitsland        | GER    | 3    | 3      | 2     | 8      |
| 3      | Verenigde Staten | USA    | 3    | 1      | 4     | 8      |
| 4      | Canada           | CAN    | 1    | 0      | 2     | 3      |
| 5      | Japan            | JPN    | 0    | 1      | 0     | 1      |
| 6      | Noorwegen        | NOR    | 0    | 0      | 2     | 2      |
| Totaal | Totaal           | Totaal | 10   | 10     | 10    | 30     |

Chamonix 1924 · 
St. Moritz 1928 · 
Lake Placid 1932 · 
Garmisch-Partenkirchen 1936 · 
St. Moritz 1948 · 
Oslo 1952 · 
Cortina d'Ampezzo 1956 · 
Squaw Valley 1960 · 
Innsbruck 1964 · 
Grenoble 1968 · 
Sapporo 1972 · 
Innsbruck 1976 · 
Lake Placid 1980 · 
Sarajevo 1984 · 
Calgary 1988 · 
Albertville 1992 · 
Lillehammer 1994 · 
Nagano 1998 · 
Salt Lake City 2002 · 
Turijn 2006 · 
Vancouver 2010 · 
Sotsji 2014 · 
Pyeongchang 2018 · 
Peking 2022 · 
Milaan 2026
Lijst van olympische medaillewinnaars
Alpineskiën · Biatlon · Bobsleeën · Curling · Freestyleskiën · Kunstrijden · Langlaufen · Noordse combinatie · Rodelen · Schaatsen · Schansspringen · Shorttrack · Skeleton · Snowboarden · IJshockey